# Taito Corporation
L'empresa Taito (タイトー株式会社, taitou kabushikigaisha) és un desenvolupador japonès de videojocs i recreatius. La paraula Taito (pronunciat "Tai-tou") és la contracció del símbol xinès que significa "Jueu de l'Orient Llunyà". Taito també importa i distribueix videojocs americans al Japó, i també els seus propis jocs en tot el món. A partir del 2005, Taito Corporation forma part de Square Enix.

## Història
La companyia es va fundar en 1953 pel rus jueu Michael Kogan, amb el nom de Taito Trading Company (株式会社太東貿易, kabushikigaisha tauet boeki). Taito es va iniciar amb la importació i distribució de màquines expenedores. Més tard, van començar a llogar tocadiscs empassamonedes i eventualment van començar a manufacturar les seves pròpies màquines.
A pesar que Taito, ja fabricava jocs empassamonedes i pinball durant els anys 60, no va ser fins a 1973 que Taito va introduir el seu primer videojoc de saló. Va ser també el 1973 que va canviar el seu nom corporatiu de "Taito Trading Company" a "Taito Corporation". El 1978 Toshihiro Nishikado, un dissenyador de Taito va crear Space Invaders, el qual es va convertir en el videojoc més popular de la companyia i un dels jocs més memorables en la història de les màquines de saló. Aquest joc va ser publicat als EUA per Midway. Space Invaders va estar basat en un joc electromecànic del 1972, fet també per Taito, cridat Space Monsters.
A causa del gran èxit de Space Invaders, Taito va obrir en 1979 una sucursal crida Taito Amèrica Corporation a fi de posar en venda jocs a l'Amèrica del Nord. Taito America es va establir a ELK Grove Village, Illinois i va manejar el seu sector de màquines de saló a l'Amèrica del Nord. Mentre que la majoria dels jocs que Taito America publicava, eren desenvolupats per la seva societat matriu japonesa, també va haver-hi jocs que va vendre sota llicència de tercers, així com, jocs que van ser desenvolupats als EUA per Taito.
A més de Taito Amèrica, Taito va tindre una altra sucursal a l'Amèrica del Nord anomenada Taito Software Inc que va estar a càrrec del sector de jocs domèstics de la companyia. Establida a Vancouver, Columbia Britànica i fundada el 1988, Taito Software va traure a la venda jocs exclusivament per a computadores personals i consoles. El 1995 va ser l'últim any en què Amèrica del Nord va veure l'etiqueta de Taito en els seus nous jocs, pel fet que els seus sucursals en aquesta regió, van tancar les seves oficines al mateix temps. Els jocs desenvolupats per Taito estan encara disponibles a l'Amèrica del Nord, però ara usen el nom d'altres companyies.
Taito ha tingut una gran influència en el transcurs de la història dels videojocs, desenvolupant alguns molt innovatius. Space Invaders és probablement el més notable, però jocs com ara Qix, Bubble Bobble, Jungle Hunt, Elevator Action i Puzle Bobble, també van introduir úniques i noves idees a la forma de joc.
El 1992, Taito va anunciar una consola de CD-ROM anomenada WoWoW  Arxivat 2003-03-21 a Wayback Machine., que permetria jugar d'una manera aproximada als jocs de saló de Taito (de mode semblant que la Neo Geo), i també descarregar jocs via transmissió satelital (com ho faria la Satellaview més tard). La WoWoW mai va sortir a la venda.
El 22 d'agost del 2005, es va anunciar que el gegant de la indústria de videojocs Square Enix, compraria 247.900 accions de Taito, pel valor de 45,16 bilions de iens (409,10 milions de dòlars), per a fer de Taito Corporation una subsidiària de Square Enix.  El propòsit de l'adquisició feta per Square Enix, era el d'incrementar per a ambdós el marge de beneficis, i també començar la seva expansió dins de noves formes d'entreteniment. L'oferta pública d'adquisició per part de Square Enix, va ser acceptada pel major accionista Kyocera, fent de Taito, una sucursal oficial de Square Enix. El 22 de setembre del 2005, Square Enix va anunciar satisfactòriament l'obtenció del 93,7% de la totalitat d'accions de Taito, efectivament, posseint a la companyia en la seva totalitat.  Per al 28 de setembre del 2005, Taito va passar a ser propietat de Square Enix. Arxivat 2012-02-04 a Wayback Machine.
El 25 d'octubre del 2005, Sega va posar a la venda Taito Legends, un conjunt de 29 jocs de Taito per a la Xbox de Microsoft, el PlayStation 2 de Sony i una versió també per a PC. La translació per al PSP conté 16 jocs.

## Títols (selecció)
| - Astro Race (1973) - Davis Cup (1973) - Elepong (1973) - Pro Hockey (1973) - Attack UFO (1974) - Basketball (1974) - Speed Race (1974) - Western Gun (1975) - Primer joc japonès exportat als EUA (llançat als Estats Units per Midway sota el nom de Gun Fight) - Attack (1976) - Crashing Race (1976) - Speed Race Twin (1976) - Barricade II (1977) - Cisco 400 (1977) - Cross Fire (1977) - Fisco 400 (1977) - Flying Fortress II (1977) - Gunman (1977) - Missile-X (1977) - Sub Hunter (1977) - Super High-Way (1977) - T.T Block (1977) - Acrobat (1978) - Road Champion (1978) - Space Chaser (1978) - Space Invaders (1978) - El primer joc de Taito sent així un dels més venuts del món - Super Block (1978) - Super Speed Race V (1978) - Top Bowler (1978) - Trampoline (1978) - Originalment desenvolupat per Exidy sota el nom Trapeze. - Wall Block (1978) - Ball Park (1979) - Originalment desenvolupat per Midway al 1976 sota el nom de Tornado Baseball. - Ball Park II (1979) - Originalment desenvolupat per Midway al 1978 sota el nom de Double Play. - Field Goal (1979) - Galaxy Rescue (1979) - Galaxy Wars (1979) - Lunar Rescue (1979) - L'spin-off de Space Invaders - Space Invaders Part II (1979) - Straight Flush (1979) - Zun Zun Block (1979) - Balloon Bomber (1980) - Crazy Balloon (1980) - Indian Battle (1980) - Lupin III (1980) - Moon Lander (1980) - Polaris (1980) - Phoenix (1980) - Originalment creat per Amstar i distribuït per Centuri. Amb llicència per Taito per la distribució japonesa. - Safari Rally (1980) - Desenvolupat per SNK per Taito - Sea Hunter (1980) - Space Chaser (1980) - Space Cyclone (1980) - Space Laser (1980) - Space Race GP-5 (1980) - Steel Worker (1980) - Stratovox (1980) - Super Speed Race GP V (1980) - Colony 7 (1981) - Fitter (1981) | - Frogs & Spiders (1981) - Grand Champion (1981) - Marine Date (1981) - Mahjong (1981) - Qix (1981) - Qix II (1981) - Rock Climber (1981) - Space Cruiser (1981) - Space Dungeon (1981) - Space Seeker (1981) - T.T (1981) - Zarzon (1981) - Alpine Ski (1982) - Birdie King (1982) - Dock Man (1982) - Electrix Yo-Yo (1982) - Front Line (1982) - Jungle Boy (1982) - Jungle Hunt (1982) - Originàriament llançat com a Jungle King - Kram (1982) - Pirate Pete (1982) - Versió modificada de Jungle Hunt - Super Mouse (1982) - Zoo Keeper (1982) - Birdie King 2 (1983) - Chack'n Pop (1983) - Elevator Action (1983) - Water Ski (1983) - 10-Yard Fight (1984) - Desenvolupat per Irem al 1983. Llançat als EUA per Taito - Birdie King 3 (1984) - Fairyland Story (1985) - Mat Mania (1985) - Return of the Invaders (1985) - Desenvolupat per UPL per Taito - Arkanoid (1986) - Bubble Bobble (1986) - Darius (1986) - KiKi KaiKai (1986) - Renegade (1986) - Llançat com a Kunio Kun per Technos al Japó. Revisat i rellançat a fora del Japó per Taito - Arkanoid - Revenge of DOH (1987) - Chase H.Q. (1987) - Dr Toppel's Adventure (1987) - Desenvolupat per Kaneko per Taito - Full Throttle (1987) - Conegut com a Top Speed a fora del Japó - Operation Wolf (1987) - Plump Pop (1987) - Rainbow Islands (1987) - seqüela de Bubble Bobble - Rastan Saga (1987) - Super Qix (1987) - Desenvolupat per Kaneko per Taito - Thundercade (1987) - Bonze Adventure (1988) - Chuka Taisen (1988) - Continental Circus (1988) - Kageki (1988) - Desenvolupat per Kaneko - The New Zealand Story (1988) - The New Zealand Story 2 (1988) - Operation Thunderbolt (1988) - Top Landing (1988) - Heavy Unit (1989) - Darius II (1989) - Llançat com a Sagaia a fora del Japó - Demon Sword (1989) - Master of Weapon (1989) - Insector X (1989) - Rastan II (1989) - Mega Blast (1989) - Cadash (1989) | - Cameltry (On the Ball) (1989) - Don Doko Don (1989) - Puzznic (1989) - Rambo III (1989) - S.C.I.: Special Criminal Investigation (1989) - Seqüela de Chase HQ - Liquid Kids (Mizubaku Daibouken al Japó) (1990) - Sonic Blast Man (1990) - Super Space Invaders '91 (1991) - També llançat com a Majestic Twelve - The Space Invaders Part IV - Parasol Stars (1991) - Tercer joc de la saga Bubble Bobble. - Puli Rula (1991) - Growl (1991) - Metal Black (1991) - Double Axle (1991) - Panic Restaurant (1992) - Yes/No Sinri Tokimeki Chart (1992) - Lufia & the Fortress of Doom (1993) - RayForce (1993) - Quiz Crayon Shinchan (1993) - Bubble Symphony (Bubble Bobble II) - Quart joc de la saga Bubble Bobble - Elevator Action 2 (1994) - També anomenat Elevator Action Returns - Darius Gaiden (1994) - Real Puncher (1994) - Puzzle Bobble (1994) - The Flintstones: The Treasure of Sierra Madrock (1994) - Lufia II: Rise of the Sinistrals (1994) (JP) - Puzzle Bobble 2 (1995) - Puzzle Bobble 2 X (1995) - Bubble Memories (1995) - Cinquè joc de la saga Bubble Bobble - Landing Gear (1995) - Space Invaders 95 (1995) - Twin Cobra 2 (1995) - Twin Qix (1995) - Puzzle Bobble 3 (1995) - Cleopatra Fortune (1996) - Psychic Force (1996) - Sonic Blast Man 2 (1996) - Side by Side (1996) - Side by Side 2 (1997) - Densha de Go! (1997) - G-Darius (1997) - Psychic Force 2012 (1997) - Puzzle Bobble 4 (1997) - Puchi Carat (1997) - Pop n' Pop (1997) - Land Maker (1998) - Battle Gear (1999) - RC de Go! (1999) - Qix Adventure (1999) - Psychic Force Puzzle Taisen (2000) - "Monkey Puncher" (2000) - Lufia: The Legend Returns (2001) (JP) - Ape Escape 2 (2002) - Lufia: The Ruins of Lore (2002) (JP) - Battle Gear 3 (2003) - Battle Gear 4 (2005) - LostMagic (2006) - Cooking Mama (2006) - Over G Fighters (2006) - Bomberman Land Touch! (2006) |  |